# ماریا مونفروا
ماریا مونفروا (انگلیسی: Maria of Montferrat; summer 1192 – 1212)، ملکه اورشلیم که از سال ۱۲۰۵ به این جایگاه رسید. وی فرزند ایزابلا اورشلیمی و کنراد مونفروایی بود که پس از درگذش مادرش در تاریخ ۵ آوریل ۱۲۰۵ به جانشینی وی در پادشاهی اورشلیم رسید اما چون هنوز ازدواج نکرده بود، دایی‌اش، جان ابلین، نیابت او را برعهده گرفت. در سال ۱۲۰۸ میلادی، بارون‌ها، کشیشان و رهبران سه فرقه نظامی (احتمالا به تحریک فیلیپ دوم)، در توافقی با یکدیگر جان برین، نجیب‌زاده اهل شامپانی را به همسری وی برگزیدند. جان در سیزدهم سپتامبر سال ۱۲۱۰ وارد عکا شد و یک روز پس از آن با ماریا ازدواج کرد. آن دو در سوم اکتبر همان سال به عنوان حاکمان اورشلیم در صور تاج‌گذاری کردند. شواهدی اندکی از دخالت وی در امور کشورداری وجود دارد و این نشانگر بی‌علاقه‌بودن وی به مسائل سیاسی ــ برخلاف مادرش، ایزابلا ــ است. وی در اواخر سال ۱۲۱۱ میلادی، دخترش، ایزابلا یا یولاند را به دنیا آورد اما اندکی پس از آن احتمالاً به دلیل تب نفاسی درگذشت. تاریخ دقیق و محل دفن وی نامشخص است و اطلاعاتی چندانی در این رابطه وجود دارد.